# من موسی هستم
من موسی هستم (انگلیسی: I am Moosa) (به هندی: Mei Hoom Moosa) فیلم کمدی هندی مالایالم-زبان، تولید سال ۲۰۲۲ است که کارگردانی آن را جیبو جیکوب بر عهده داشت. بازیگر اصلی فیلم سورش گوپی است درحالی‌که پونام بجوا و سایجو کروپ نقش‌های مکمل برجسته را بازی کرده‌اند.
فیلمبرداری اصلی در ماه آوریل ۲۰۲۲ شروع شد. این فیلم در روز ۳۰ سپتامبر ۲۰۲۲ در سینماها اکران شد. فیلم بعد از اکران دیدگاه‌های مثبتی را دریافت کرد و همچنین نمایش موفقی از کار درآمد.

## پیوند به بیون
- من موسی هستم در بانک اطلاعات اینترنتی فیلم‌ها (IMDb)